# Cosmethis barbara
Cosmethis barbara là một loài bướm đêm trong họ Geometridae.